# Folsomia manolachei
Folsomia manolachei is een springstaartensoort uit de familie van de Isotomidae. De wetenschappelijke naam van de soort is voor het eerst geldig gepubliceerd in 1939 door Bagnall.